# Штемпель (род)
Штемпель (нем. von Stempel) — баронский род.
Принадлежит к древнему прибалтийскому дворянству и, 18 июля 1634 года, внесен в матрикул курляндского дворянства. Члены этого рода в грамотах на ордена, патентах на чины и других официальных документах, начиная с 1817 года, именованы баронами.
Определениями Правительствующего Сената, от 10 июня 1858 года и 28 февраля 1862 года, за курляндской дворянской фамилией фон Штемпель признан баронский титул.

### Представители
- Готгард Вильгельм Готлиб (род. 16 июля 1706), женат на Гедвиге, урождённой фон дер Остен Сакен; приехал в Россию в царствование Анны Иоанновны
  - Николай Эрнест (род. 23 июня 1731), женат на Екатерине Агнессе, урождённой фон Кошкуль (Коскуль)
    - Рейнгольд Ульрих (по-русски Роман, род. 1752), женат на Бенигне Доротее Каролине, урождённой фон Альбедиль. Потомки Рейнгольда расселились по разным губерниям

#### Тверская (весьегонская) ветвь рода (усадьба Пашково)
- Христофор Романович (5 апреля 1793 — 28 апреля 1855), женат на Анне Петровне, урождённой Ивиной (1803—1839); похоронен в Кесьме
  - Геннадий Христофорович (5 апреля 1836 — 22 февраля 1908), статский советник, женат на Елизавете Семёновне, в девичестве княжне Ухтомской (4 ноября 1839 — 11 января 1882)
    - Николай Геннадиевич (1864 — после 1929), женат на Ирине Павловне, в девичестве Галаховой (ум. 1920, Лемнос).
      - Дочери Елизавета Николаевна (ум. 1916) и Марианна Николаевна (в замужестве Билькевич, эмигрировала в 1920)

    - Христофор Геннадиевич (1870—1916), отставной поручик, женат на Варваре Ивановне, в девичестве Половцевой (1870—1939); жил в её усадьбе Бутырки Корсунского уезда Симбирской губернии и с Симбирске. В 1929 году Варвара Ивановна вместе с детьми была выслана в Казахстан
      - Геннадий Христофорович (ум. в 1920-х)
      - Прочие дети: Екатерина Христофоровна, Софья Христофоровна

    - Ольга Геннадьевна (сестра Христофора Геннадьевича (1870—1916), ум. 1934; замужем за Иваном Юльевичем Шрейером)
      - Елизавета Ивановна Шрейер (1891—1965), замужем за Николаем Александровичем фон ден Бринкеном (1894—1969). Муж репрессирован в 1935. В 1937 году выслана в Киров; умерла в Кирово-Чепецке
        - Дети: Ольга Николаевна Бринкен (1919—1997), Олег Николаевич Бринкен (1921—1980), Марина Николаевна Бринкен (1929—1942).

    - Прочие дети: Анна Геннадиевна (1863—1882), Михаил Геннадиевич (1865—1892), Геннадий Геннадиевич (1866—1876), Елизавета Геннадиевна (в замужестве Данилова), Инна Геннадиевна (в замужестве Пещурова)

  - Мария Христофоровна (1838—1914), замужем за Павлом Петровичем Гурскалиным (сын издателя Петра Ивановича Гурскалина, друга М. И. Глинки; брат жены А. Н. Пыпина Юлии Петровны; Марию Христофоровну не следует путать с сестрой Павла Петровича Марией Петровной Гурскалин)
  - Прочие дети: Екатерина Христофоровна (1835—1908, в замужестве Вилланд), Александра Христофоровна (род. 1837)

#### Представители других ветвей
- Штемпель, Карл Романович (1802—1869) — барон, генерал-майор, участник Кавказской войны.
  - Штемпель, Фридрих Карлович (1829—1891) — генерал-майор, герой Туркестанских походов.
- фон Штемпель, Рейнгольд-Франц-Оскар Александрович (1839—1913) — барон, участник Русско-турецкой войны 1877—1878 годов, инспектор ремонтов и запаса кавалерии, Красносельский комендант, генерал от кавалерии.
- Штемпель, Николай Аркадьевич (1861—после 1944) — барон, генерал-лейтенант[1]
- Штемпель, Михаил Иванович (1870—?) — барон, георгиевский кавалер, генерал-майор.
- Штемпель, Владимир Готгардович — морской офицер, начальник инструментальной мастерской при Главном Гидрографическом Управлении, изобретатель.